# Ясна Поляна (Ольшанська селищна громада)
Ясна Поля́на — село в Україні, в Ольшанській селищній громаді Миколаївського району Миколаївської області. Населення становить 326 осіб.

## Населення

### Мова
Розподіл населення за рідною мовою за даними перепису 2001 року:
| Мова       | Кількість | Відсоток |
| ---------- | --------- | -------- |
| українська | 286       | 87.73%   |
| російська  | 34        | 10.43%   |
| вірменська | 4         | 1.23%    |
| румунська  | 2         | 0.61%    |
| Усього     | 326       | 100%     |

## Постаті
- Горик Світлана Михайлівна — директор Мішково-Погорілівської опорної загальноосвітньої школи І-ІІІ ступенів, відзначена орденом княгині Ольги[2][3].